# Le Scorpion
Le Scorpion (französisch für Der Skorpion) ist eine Insel im Géologie-Archipel vor der Küste des ostantarktischen Adélielands.
Französische Wissenschaftler benannten sie 2010 nach dem Tierkreiszeichen Skorpion.